# Martin Těšitel
Martin Těšitel (8. ledna 1964 Praha – 25. prosince 2022 Praha) byl český dabingový režisér.
Režíroval česká znění filmů, jako jsou Mission: Impossible – Fallout, Dunkerk či Americký zabiják. V roce 2019 obdržel Cenu Františka Filipovského za dabingové zpracování televizních nebo filmových snímků animované a dětské tvorby za režii českého znění filmu S láskou Vincent.
Byl ženatý, měl syna Tomáše a dceru Terezu, jež se rovněž věnuje dabingu. Jeho otcem byl herec Jaroslav Těšitel.